# Huta Turobińska
Huta Turobińska is een plaats in het Poolse district  Biłgorajski, woiwodschap Lublin. De plaats maakt deel uit van de gemeente Turobin en telt 281 inwoners.